# Contea di Menominee (Michigan)
La contea di Menominee (in inglese Menominee County) è una contea dello Stato del Michigan, negli Stati Uniti. La popolazione al censimento del 2000 era di 25 326 abitanti. Il capoluogo di contea è Menominee.